# Cisma d'Occident

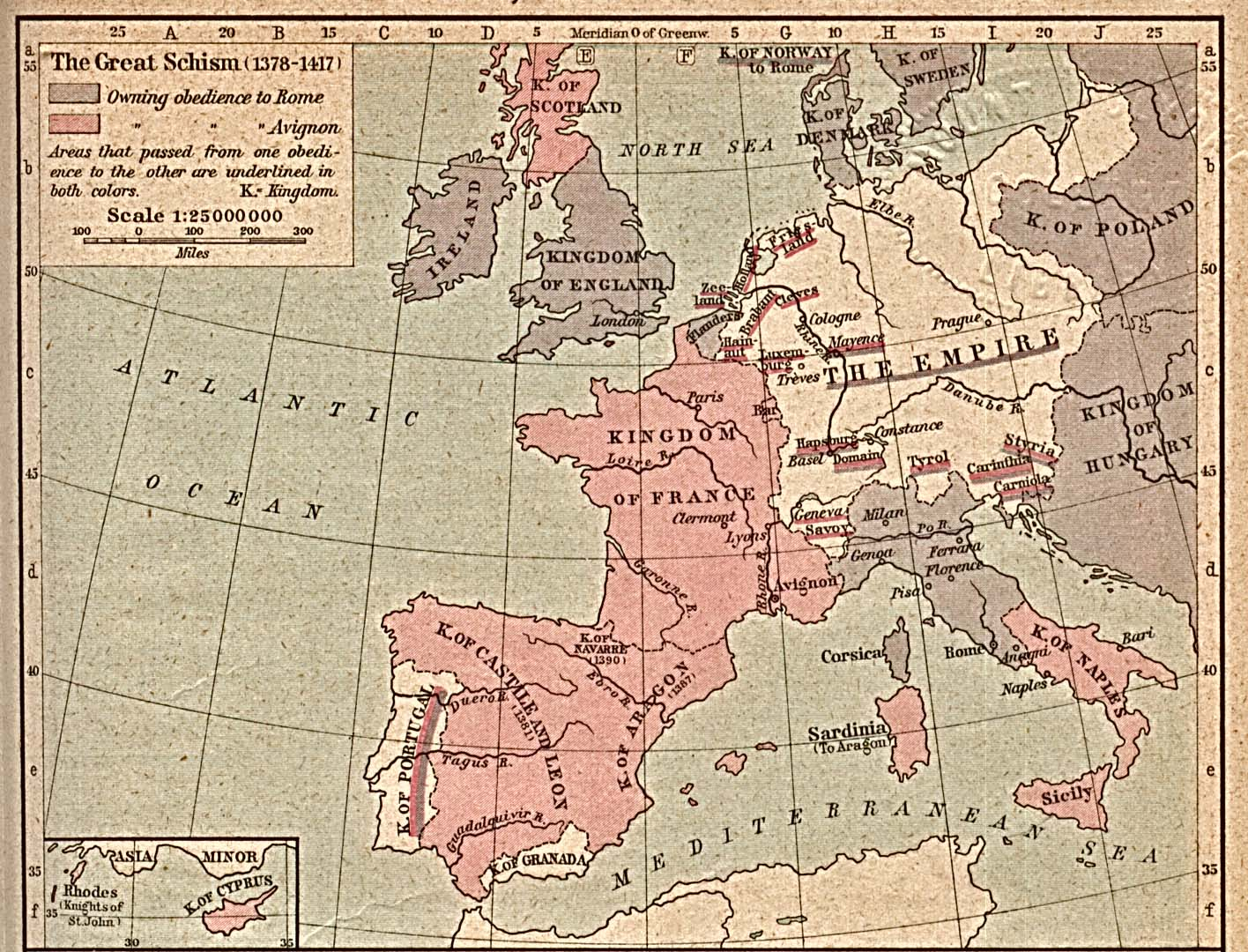
Mapa històric del Cisma d'Occident

En la història de l'Església catòlica, Cisma d'Occident o Cisma Papal és l'expressió utilitzada per designar el període de crisi viscut entre 1378 i 1417 durant el qual dos papes rivals, l'un establert a Roma i l'altre a Avinyó, es consideraven l'únic i legítim papa; a partir del Concili de Pisa (1409) els papes rivals foren tres. El cisma es va resoldre finalment amb el Concili de Constança (1417), que establí de nou un únic papa reconegut per tota la Cristiandat.

## Els inicis del Cisma
Entre els anys 1305 i 1377, els papes Climent V (1305-1314), Joan XXII (1316-1334), Benet XII (1334-1342), Climent VI (1342-1352), Innocenci VI (1352-1362), Urbà V (1362-1370) i Gregori XI (1370-1378) residiren no pas a Roma, sinó a Avinyó. Durant el segle xiv, el Papat d'Avinyó fou vist per molts com una anomalia, ja que la seu històrica del Papa era Roma. Aquesta crisi va resoldre's quan, el 13 de setembre de 1376, Gregori XI deixà Avinyó per establir-se a Roma, on hi arribà el 14 de gener de 1377; ara bé, un any i escaig després, el 27 de març de 1378, Gregori XI va morir i es va haver de reunir el Conclave per elegir un nou papa.
El conclave es reuní el 7 d'abril i, l'endemà mateix, proclamà l'elecció com a nou papa de l'arquebisbe de Bari Bartolomeo Prignano, Urbà VI (1378-1389). Segons sembla, Prignano fou el candidat de consens elegit entre les tres faccions rivals del conclave: els cardenals italians, els cardenals francesos i els del partit de Llemotges; d'una altra banda, amb el fi d'assegurar-se que el nou papa no se'n tornés cap a Avinyó, els habitants de Roma pressionaren els cardenals amb manifestacions populars exigint que el nou papa fos romà o, si més no, italià.
Prignano devia la seva elecció com a papa a la seva fama de bon negociador, integritat i coneixement del Dret, com també a la protecció de la reina Joana I de Nàpols. Ara bé, un cop elegit papa, Urbà VI es mostrà autoritari i, per tal d'imposar els seus projectes de reforma eclesiàstica, s'enfrontà a la cúria cardenalícia, com també s'enemistà amb Otó de Brunswick, marit de Joana I de Nàpols.
Els cardenals contraris a Urbà VI, que anaven difonent la idea que l'elecció de Prignano com a papa havia estat il·legítima, acabaren reunint-se a Fondi, ciutat dominada per un senyor contrari a Urbà VI i proper a Joana de Nàpols, ara enemiga del nou papa. A més, el rei Carles V de França s'adreçà per carta als cardenals de Fondi demanant-los l'elecció d'un papa legítim, i que fos proper als interessos de França. En aquestes circumstàncies, el 20 de setembre de 1378, a Fondi fou elegit papa el cardenal Robert de Ginebra, Climent VII (1378-1394), i així va començar el Cisma d'Occident, que no es resoldria pas fins trenta-nou anys després amb el Concili de Constança de 1417. Pocs mesos després, Climent VII deixà Fondi (Regne de Nàpols) per establir-se a Avinyó.

## La divisió de la Cristiandat
L'existència de dos papes rivals -Urbà VI a Roma i Climent VII a Avinyó- va plantejar, òbviament, la qüestió de quin d'ells dos era el legítim, la qual cosa va dividir la Cristiandat llatina en dues faccions: la romana i l'avinyonesa. Per poder consolidar la seva posició com a poder únic, Climent havia d'expulsar Urbà de Roma, i comptava amb la possessió del Castell de Sant Angelo, on una notable guarnició gascona resistia i atacava el Vaticà, i el seu nebot Louis de Montjoie va aixecar una exèrcit per dirigir-se a Roma en el seu suport a canvi d'un regne amb part dels territoris dels Estats Pontificis, però fou derrotat en la batalla de Marino i hagué de fugir primer a Nàpols i després a Avinyó.
Entre els poders polítics, Polònia, Hongria, Portugal, Anglaterra, Flandes, molts estats italians i el Sacre Imperi Romanogermànic es declararen fidels al papa de Roma, mentre que França, Nàpols, Navarra, Castella, Savoia, alguns prínceps de l'Imperi enfrontats a l'Emperador i Escòcia es declararen d'obediència avinyonesa. D'entre els poders de la Cristiandat, cal assenyalar el cas del rei indiferent: Pere el Cerimoniós (1336-1387), que, durant tot el seu regnat, no es decantà pas per cap dels dos papes rivals, sinó que, mantenint una actitud equidistant, va mirar d'aprofitar-se de l'existència de dues corts papals enfrontades per afavorir els seus projectes expansionistes. Després de la mort de Pere el Cerimoniós, els seus fills Joan el Descurat (1387-1396) i Martí l'Humà es decantaren pel papa d'Avinyó.
D'altra banda, la divisió també afectà persones de reconegut prestigi d'aleshores, moltes de les quals, posteriorment, l'Església ha reconegut com a sants o beats. Així, Santa Caterina de Siena, Santa Caterina de Suècia, el Beat Pere d'Aragó, la Beata Ursulina de Parma, Felip d'Alençon i Gerard de Groote foren partidaris del papa de Roma, mentre que Sant Vicent Ferrer, Santa Coleta i el Beat Pere de Luxemburg obeïren el papa d'Avinyó. Generalment, els teòlegs i juristes de l'època adoptaren el punt de vista seguit pels poders polítics del seu país.
Al seu torn, els papes rivals s'excomunicaren mútuament i crearen un gran nombre de cardenals, als quals enviaven a defensar el seu partit.
Tanmateix, des del primer moment diversos teòlegs (p.e., Conrad de Gelnhausen o Enric de Langenstein, entre d'altres) van fer el que van poder perquè s'acabés amb aquesta situació i es convoqués un Concili per tal de tornar a una Església unida.

## La continuïtat del Cisma
La mort del papa Urbà VI (1389) no significà pas la fi del Cisma, ja que a Roma fou elegit papa Bonifaci IX (1389-1404), succeït després per Innocenci VII (1404-1406) i per Gregori XII (1406-1417); al seu torn, quan, a Avinyó, va morir Climent VII, fou proclamat papa el cardenal aragonès Pedro de Luna, Benet XIII (1394-1423).
Bonifaci IX de Roma i Climent VII d'Avinyó s'excomunicaren mútuament; segurament per això fracassaren els intents d'entesa amb Avinyó menats el 1392 per Bonifaci IX, qui defensava tenaçment la seva legitimitat, rebutjant, doncs, tota proposta d'abdicació, fins i tot si venia avalada per alguns dels seus seguidors com ara Ricard II d'Anglaterra (1396), la Dieta de Frankfurt (1397) i el rei Venceslau d'Alemanya (Reims, 1398).
A la mort de Climent VII d'Avinyó (1394), fou elegit papa per unanimitat dels cardenals d'Avinyó el cardenal aragonès Pedro de Luna (Benet XIII d'Avinyó), qui, durant el conclave, havia promès posar fi al cisma encara que, per aconseguir-ho, hagués d'abdicar; ara bé, aquesta promesa, reafirmada després de l'elecció, fou ràpidament oblidada, i Benet XIII mantingué sense cap concessió la idea que ell era el legítim papa. Al seu torn, en els conclaves celebrats a Roma el 1404 i el 1406, en què foren elegits papes Innocent VII (1404-1406) i Gregori XII (1406-1417), els cardenals pretengueren que el nou papa assumís el compromís d'abdicar per resoldre el cisma; ara bé, com que l'autoritat papal és superior i independent a la dels cardenals, aquest compromís no podia tenir pas validesa, ja que, altrament, el que s'hauria elegit no hauria estat un vertader papa sinó un simple portaveu dels cardenals.
A part de la confusió espiritual que originava la no existència d'un papa admès com a legítim per tota la Cristiandat, el Cisma plantejava problemes d'ordre polític, com ara que seus episcopals o abadies fossin disputades per dos pretendents, l'un nomenat per Roma, i l'altre per Avinyó. Per altra banda, les guerres dinàstiques del regne de Nàpols es veieren atiades pel que cada un dels dos papes donava suport a cadascun dels dos pretendents al regne.
Després de la mort dels protagonistes inicials del Cisma (Urbà VI i Climent VII), es va començar a estendre la idea que la solució al problema no era pas mirar quin dels dos papes era el legítim, sinó optar per una d'aquestes solucions:
- Via facti: imposar un dels dos candidats per la força militar, idea intentada tant per Urbà VI com per Climent VII, però al final abandonada.
- Via concessionis: abdicació conjunta dels dos papes rivals
- Via conventionis: resolució del conflicte mitjançant la reunió d'un grup significatiu dels cardenals dels dos bàndols o d'un concili general de l'Església.

El 1393, la Universitat de París va proposar la convocatòria d'un concili general com a únic mitjà per posar fi al Cisma. Aviat, començaren les pressions polítiques per intentar forçar els papes rivals a acceptar l'abdicació conjunta i el concili.
Climent VII d'Avinyó havia gaudit sempre del suport de França; ara bé, el seu successor, Benet XIII, va trobar-se en una situació més difícil, en primer lloc, perquè aviat va oblidar-se de la seva promesa d'abdicar si també ho feia el seu rival de Roma i es mostrà partidari d'intentar la Via facti. El 1395, un concili celebrat a París sota la presidència de Simon de Cramaud, bisbe de Poitiers, representant de la tendència gal·licana d'afavorir el control de l'Església a França per la corona francesa, es va pronunciar per l'abdicació dels dos papes.
El rei Carles VI de França (1380-1422) es trobava afectat per una progressiva malaltia mental; per això, el seu germà Lluís, duc d'Orleans, del seu cosí Joan, duc de Borgonya, i del seu oncle, el duc de Berry, rivalitzaven entre ells per assolir el control dels afers del regne.
Entre maig i juliol de 1395, persones vinculades a la família reial i a les universitats s'estigueren a Avinyó mirant de convèncer Benet XIII d'acceptar la Via cessionis; també foren enviats representants a altres països, com ara Anglaterra, per trobar suport a aquesta proposta.
Quan l'obstinació de Benet XIII a refusar la Via cessionis es feu evident, la Universitat de París va radicalitzar el seu posicionament contra el papa d'Avinyó. Després d'un nou concili de l'Església de França el 1398, que es manifestà contrari a Benet XIII i que posà l'Església a França sota control del poder reial, el rei de França retirà l'obediència al papa i un exèrcit francès assetjà Avinyó. Ara bé, com que el rebuig francès a Benet XIII anava acompanyat d'un fort gal·licanisme eclesiàstic, el cop militar contra Avinyó resultà contraproduent, perquè el condemnaren fins i tot alguns opositors a Benet XIII, qui, el 1403, fugí a Provença. El 28 de maig de 1403, un concili de bisbes francesos restablí l'obediència a Benet XIII; tot i així, la Universitat de París continuava sent-li hostil.
A Roma, Bonifaci IX s'havia mostrat tan obstinat com Benet XIII a considerar-se el legítim papa i a rebutjar, doncs, l'abdicació conjunta com a solució de compromís. D'altra banda, Bonifaci IX, que havia aconseguit aprofitar-se dels problemes del seu rival, havia afirmat el seu prestigi gràcies a l'èxit de la Peregrinació a Roma, organitzada amb motiu del Jubileu de l'any 1400. A la mort de Bonifaci IX, el seu successor Innocent VII (1404-1406), que va manifestar que no hauria acceptat pas l'elecció si Benet XIII s'hagués mostrat disposat a abdicar, es mostrà del tot favorable a la via de compromís.
Per la seva banda, Benet XIII feia preparatius militars a Itàlia, per apoderar-se de Roma. El rebuig i la indignació motivades per aquesta actitud dugueren a la Universitat de París i als seguidors del duc de Borgonya a entrar en negociacions amb Innocent VII i a declarar una segona retirada de l'obediència a Avinyó el gener de 1407.
A la mort d'Innocent VII, es va esperar que si no s'elegia pas un nou papa a Roma, llavors Benet XIII compliria la seva promesa d'abdicar i obrir el pas per a l'elecció d'un nou papa admès per tota la Cristiandat. Com que Benet XIII va contestar amb evasives, el 30 de novembre de 1406 fou elegit papa a Roma Gregori XII, qui va anunciar immediatament estar disposat a abdicar si Benet XIII feia igual i es reunien els cardenals de Roma i els d'Avinyó per elegir conjuntament un nou papa. Finalment, es va acordar una trobada dels dos papes rivals a Savona el 24 de setembre de 1407, que no es va celebrar perquè Gregori XII no hi va comparèixer, a causa de les maniobres dilatòries del seu rival que sí que va anar a Savona.
Per altra banda, la posició de Benet XIII a França s'anava fent cada cop més difícil, sobretot després que el seu principal defensor, Lluís duc d'Orleans, fos assassinat el 23 de novembre de 1407. El 25 de maig de 1408, Carles VI declarà que França era neutral en la qüestió del Cisma. Per això, Benet XIII acabà fugint a Catalunya i establint-se a Perpinyà. Al seu torn, Gregori XII també havia abandonat Roma i hagué d'estar-se en ciutats italianes, sota la protecció dels respectius senyors.

## El Concili de Pisa
Vers 1408, la majoria de la Cristiandat s'havia posicionat per la Via conventionis. Un grup de cardenals de Roma i un altre d'Avinyó es reuniren a Livorno (Itàlia) i, al final, acabaren convocant un Concili a Pisa a iniciar-se el 25 de març de 1409.
Tots els gairebé cinc-cents pares conciliars, entre els quals hi havia cardenals i bisbes, però, majoritàriament, teòlegs i juristes, eren conscients que el que havien de fer era destituir els dos papes rivals i elegir-ne un de nou. El 5 de juny de 1409, el Concili excomunicà Gregori XII i Benet XIII, els quals havien rebutjat obeir l'ordre de comparèixer davant del concili, i el 26 de juny, elegiren papa Pere Philarghi, cardenal arquebisbe de Milà, Alexandre V (1409-1410), el qual, a la seva mort, fou succeït pel governador de Bolonya, sospitós d'haver-lo enverinat, Baldassare Cossa, Joan XXIII (1410-1415).
Com que els concilis paral·lels convocats per Gregori XII a Aquilea i per Benet XIII a Perpinyà no aconseguiren pas eclipsar el Concili de Pisa, semblava que amb l'elecció d'Alexandre V ja s'havia resolt el cisma, sobretot després que el seu successor, Joan XXIII, aconseguís establir-se a Roma. Ara bé, si els papes de Pisa aconseguiren el suport de la majoria de l'Església (França, Anglaterra, Portugal, Bohèmia, Prússia, alguns països alemanys i Itàlia, i del Comtat Venaissí), el cas és que Nàpols, Polònia, Baviera i una part d'Alemanya es mantingueren fidels a Gregori XII mentre que Aragó, Castella i Escòcia continuaren reconeixent Benet XIII. Per tant, s'havia passat de dos papes rivals a tres.
D'altra banda, el Concili de Pisa l'havia convocat un grup de cardenals sobre la idea que no havent-hi un papa únic i indiscutible, la Santa Seu estava vacant; ara bé, el 1409 l'únic cardenal creat abans de l'esclat del Cisma era, precisament, Pedro de Luna (Benet XIII); tots els altres, doncs, devien el capell cardenalici a un dels dos papes rivals; si aquests papes no eren pas legítims, tampoc no ho deurien ser els cardenals creats per ells. A més, a Pisa s'havia plantejat la qüestió, que tornaria a aparèixer durant el segle xv, del conciliarisme, un corrent que considerava l'autoritat del Concili superior a la del Papa, trencant així amb la idea, sostinguda fins aleshores, del Papa com a màxim dipositari de l'autoritat a l'Església.

## El Concili de Constança
En aplicació de les resolucions del Concili de Pisa, que obligaven el papa a convocar el concili cada tres anys, Joan XXIII convocà un concili a Roma el 1412, on s'haurien de tractar qüestions de reforma de l'Església. Ara bé, el 29 d'abril, quan començaren les sessions del concili, l'afluència era tan baixa que l'inici de la reunió s'hagué d'ajornar repetidament; al final, quan el concili es clausurà el març de 1413, la seva única resolució important fou la condemna de les doctrines de John Wycliffe per herètiques.
El maig de 1413, Ladislau I de Nàpols atacà els Estats Pontificis, i Joan XXIII i els seus cardenals hagueren de fugir de Roma. El papa es refugià a Florència, on demanà la protecció de l'emperador Segimon (1410-1437), qui era al Nord d'Itàlia mirant de convocar un concili que posés fi al cisma papal.
El 30 d'octubre de 1413, l'emperador Segimon convidà Benet XIII, Gregori XII, Joan XXIII i tota la Cristiandat al Concili General de Constança, convocat per a l'1 de novembre de 1414.
En un principi, el Concili de Constança se celebrà sota la presidència del papa Joan XXIII, i amb l'absència dels seus dos rivals. Segimon havia afavorit Joan XXIII perquè era el papa amb una obediència més àmplia, però, a partir de l'estiu de 1413 s'havia convençut que l'única solució possible per al Cisma era l'abdicació dels tres papes rivals. D'una altra banda, l'hostilitat del concili envers Joan XXIII es feu cada cop més manifesta, sobretot després que, el 20 de març de 1415, Joan XXIII fugís secretament de Constança. De fet, el 2 de març, el Concili havia obligat aquest papa a fer una promesa formal d'abdicació, reafirmada en una butlla del 8 de març. Per altra banda, a principis de gener de 1415, acudiren a Constança representants de Benet XIII per demanar una trobada del seu papa amb l'emperador; a finals d'aquell mateix mes, Gregori XII feu arribar al concili una promesa d'abdicació si els altres dos papes també abdicaven.
El 29 de març de 1415, el Concili destituí Joan XXIII, no pas per heretgia sinó per simoníac, provocador del cisma i per la seva escandalosa vida. Carlo I Malatesta, senyor de Rímini, comunicà al concili que Gregori XII estava disposat a abdicar si s'acceptaven les seves condicions que eren convocar ell de nou el concili i que les reunions no les presidissin ni Joan XXIII ni cap representant seu. El 4 de juliol de 1415, es produí l'abdicació de Gregori XII.
Després de la destitució de Joan XXIII i de l'abdicació de Gregori XII, l'únic obstacle que quedava per resoldre el Cisma era l'obstinació de Benet XIII. Com que aquest papa havia insistit en la necessitat d'entrevistar-se personalment amb ell, l'emperador Segimon I i un grup de delegats de Constança van anar a Perpinyà, on es trobaren que Benet XIII no estava gens disposat a abdicar. Aviat, però, fou abandonat pels regnes que li donaven suport: la Corona d'Aragó, Castella i Navarra, els quals, pel Conveni de Narbona (13 de desembre de 1415) es van comprometre a col·laborar amb el Concili de Constança per aconseguir la destitució de Benet XIII i l'elecció d'un nou papa. Llavors, Sant Vicent Ferrer, fins aleshores el més ferm defensor de Benet XIII i el seu confessor personal, el va abandonar per perjur. El 4 de febrer de 1416, el Concili va confirmar el Tractat de Narbona, l'execució immediata dels quals fou ajornada arran de la fugida de Benet XIII de Perpinyà cap a Peníscola (13 de novembre de 1415), on fins a la seva mort va mantenir que el legítim papa era ell.
L'emperador Segimon, convençut que la Guerra dels Cent Anys entre França i Anglaterra era un obstacle per resoldre el Cisma d'Occident. La signatura del tractat de Canterbury el 15 d'agost de 1416 va culminar els esforços diplomàtics entre Enric V d'Anglaterra i Segimon i va donar lloc a una aliança defensiva i ofensiva contra França. Això, al seu torn, va obrir el camí cap a unificació de l'església. L'estreta relació que es va desenvolupar entre Enric V i Segimon va fer que fos inclòs a l'Orde de la Garrotera.
En la trenta-setena sessió del Concili de Constança, el 26 de juliol de 1417, Benet XIII fou destituït per perjur, cismàtic i heretge.
Un cop eliminats els papes rivals, calia procedir a l'elecció d'un nou pontífex; ara bé, era evident que la forma habitual d'elecció del papa, mitjançant un conclave dels cardenals, no se seguiria pas; en primer lloc, perquè el Concili culpava els cardenals de la prolongació del cisma i també perquè els acusava dels abusos i incorreccions de la cúria romana. Per altra banda, entre els pares conciliars, n'hi havia que consideraven més prioritari la reforma del govern de l'Església que no pas l'elecció d'un nou papa, mentre que d'altres consideraven monstruosa la idea de l'existència de l'Església sense el seu cap visible.
Al final, es decidí prioritzar l'elecció d'un nou papa qui, però, s'hauria de comprometre a endegar programes de reforma eclesiàstica. El nou papa hauria de ser elegit conjuntament pels cardenals i per un grup de trenta-sis delegats del Concili, sis per cadascuna de les nacions; finalment, el 8 de novembre de 1417, aquesta comissió elegí com a nou papa el cardenal romà Odó Colonna -Martí V (1417-1431)-, el qual, com que només era subdiaca, hagué de ser creat immediatament diaca, prevere i bisbe, abans de la seva coronació, que tingué lloc el 21 de novembre de 1417.
Quan el Concili fou clausurat (22 d'abril de 1418), Martí V va rebutjar invitacions de fer estada a Avinyó o en algunes ciutats alemanyes i es dirigí cap a Florència; finalment, el 28 de setembre de 1420, Martí V entrà a Roma i s'instal·là al Vaticà.

## Climent VIII de Peníscola
Poc abans de morir a Peníscola, Benet XIII va crear cardenals als quals encomanà l'encàrrec d'elegir-li un successor. El juny de 1423, reunits a Peníscola, tres cardenals de Benet XIII elegiren papa l'eclesiàstic aragonès Gil Sanxis Munyós i Carbon -Climent VIII (1423-1429)-; ara bé, Jean Carrier, un altre cardenal de Benet XIII rebutjà l'elecció de Peníscola i es proclamà papa ell mateix amb el nom de Benet XIV.
La cort papal de Climent VIII, que esperà a coronar-se papa fins al 1426, sempre fou precària, ja que estigué mancada de diners. Alfons el Magnànim amenaçà el papa Martí V amb reconèixer Climent VIII si s'oposava a la seva política italiana; per això, un cop Martí V li concedí la investidura del regne de Nàpols, Alfons el Magnànim envià Alfons de Borja a Peníscola a demanar a Climent VIII que abdiqués, cosa que feu solemnement a Peníscola el 26 de juliol de 1429; i així, posà fi al darrer episodi del Cisma d'Occident.
Després, es presentà al legat papal, el cardenal Pere de Foix, resident a Sant Mateu del Maestrat, i l'agost, Martí V nomenà Gil Sanxis Munyós bisbe de Mallorca, càrrec del qual no va poder prendre possessió fins al 1431, ja que, anteriorment, el legat papal havia nomenat bisbe de Mallorca el monjo de Ripoll Galceran Albert; en el plet que es generà sobre el bisbat de Mallorca, Martí V fallà a favor de Gil, qui no es presentà a Mallorca fins al 1433.